# The Jew in the Lotus (documentaire)
The Jew in the Lotus is een Amerikaanse documentairefilm uit 1998, geregisseerd door Laurel Chiten in opdracht van PBS.

## Verhaal
De documentaire draait om Rodger Kamenetz, de schrijver van het boek The Jew in the Lotus. In de documentaire is te zien hoe hij zijn weg terugvond naar het Jodendom, en hoe hij op het idee kwam zijn boek te schrijven. Leidraad in het verhaal is de historische dialoog tussen rabbijnen en dalai lama Tenzin Gyatso, het eerste vastgelegde grote overleg tussen experts in het jodendom en het boeddhisme.

## Rolverdeling
| Acteur          | Personage |
| --------------- | --------- |
| Rodger Kamenetz | zichzelf  |

## Prijzen en nominaties
In 1998 won “The Jew in the Lotus” op het New England Film & Video Festival de Award for Outstanding Personal Vision.